# هاروود (میزوری)
هاروود (به انگلیسی: Harwood) یک روستا در ایالات متحده آمریکا است که در شهرستان ورنن، میزوری واقع شده‌است. هاروود ۰٫۲۸ کیلومتر مربع مساحت و ۴۷ نفر جمعیت دارد و ۲۵۶ متر بالاتر از سطح دریا واقع شده‌است.